# Laguna Yaxtunilá
Laguna Yaxtunilá är en sjö i Guatemala.   Den ligger i departementet Petén, i den norra delen av landet, 220 km norr om huvudstaden Guatemala City. Laguna Yaxtunilá ligger 116 meter över havet. I omgivningarna runt Laguna Yaxtunilá växer i huvudsak städsegrön lövskog.